# Red de Seguridad de Vacunas
Red de Seguridad de Vacunas (RSV) es una red global de sitios web para ayudar a las personas a juzgar la calidad de la información en línea sobre la  seguridad de las vacunas. Fue establecido en 2003 por la Organización Mundial de la Salud (OMS), el cual anteriormente había instalado el Comité Asesor Global sobre Seguridad de las Vacunas independiente sobre Seguridad de Vacunas (CAGSV), con base en la preocupación de oficiales de salud pública con respecto a la diseminación de potencialmente información de salud nociva vía la web. Por valorar sitios web, utilizando credibilidad y criterios de contenido definieron por CAGSV, el RSV ha sido desarrollado para entregar información que es fácil de acceder y actual. Desde 2020, la iniciativa tiene 89 sitios de miembro en 40 países y 35 lenguas. 
Antes de la inclusión en la lista, cada sitio web está evaluado para su credibilidad, accesibilidad, contenido y diseño. Un estudio revisado por especialistas de 26 sitios web listados por RSV en 2008 notó "la transparencia en la financiación, la separación de la industria farmacéutica, la transparencia en la administración del sitio y responsabilidad y la calidad científica probada y constante actualizando los contenidos" de sus recursos evaluados.

## Propósito
El propósito de la RSV es evaluar la confiabilidad variable de la información en línea relacionada con las vacunas y abordar las inquietudes causadas por los sitios web que circulan contenido parcialmente completo o engañoso, incluidos los rumores especulativos o la investigación falsificada, que en consecuencia pueden dañar los programas de vacunación. Su objetivo es revisar periódicamente el contenido relacionado con las vacunas difundido en línea por diferentes organizaciones relacionadas con la salud en todo el mundo, y así validarlos al incluirlos en su lista como sitios web que observan "buenas prácticas de información".

## Historia y afiliación
En los países desarrollados, más del 90% de los jóvenes utilizan Internet con regularidad, por lo que existe la posibilidad de que la información errónea sobre inmunización llegue a una gran proporción de la sociedad. Esto también ha sido un desafío en los países de ingresos bajos y medios. En 1999, la preocupación de los funcionarios de salud pública con respecto a la difusión de información de salud potencialmente dañina a través de la web llevó a la OMS a establecer el 'Comité Asesor Global sobre Seguridad de las Vacunas' (CAGSV), cuyo propósito es brindar una asamblea de profesionales independientes que puede asesorar tanto al público como a quienes participan en la política nacional de vacunas, después de evaluar la evidencia relacionada con los problemas de seguridad de las vacunas que requieren una respuesta rápida e impactante. En 2003, la OMS creó la RSV, diseñado para "ayudar a contrarrestar la información errónea sobre las vacunas" y entregar información fácilmente accesible con evidencia precisa actualizada, mediante la evaluación de sitios web que proporcionan material sobre vacunación.   Los criterios de credibilidad y contenido son definidos por CAGSV. Como resultado, la confiabilidad y los estándares establecidos por el CAGSV de la OMS y disponibles en RSV se han creado para ayudar a las personas a juzgar la calidad de la información del sitio web que leen. 
En el año de su creación, el RSV aprobó 23 sitios web como miembros en las lenguas que incluyen ingleses, franceses, holandeses, italiano, alemán y español. En marzo del 2009, el RSV listó un total de 29 sitios web que había sido aprobado cuando conteniendo "sonido e información" de seguridad de vacuna creíble. Desde 2020 la iniciativa tiene 89 sitios como miembros en 40 países y 35 lenguas.
Recomendaciones de buenas prácticas para sitios web de vacunas están publicada por el CAGSV de la OMS. Algunos sitios afiliados refieren su inclusión en la RSV como certificación de calidad.

## Miembros
Los sitios web que están incluidos en la RSV sigue criterios de evaluación con base en su credibilidad, accesibilidad, contenido y diseño. Tal como están listados en la lista oficial, los miembros incluyen:
- Academia Americana de Pediatría
- Centros de control y prevención de enfermedades
- Junta de prevención y control del VPH
- Alianza por la Vacunación (México)
- Ministerio de Salud (Argentina)
- Instituto Paul-Enrich
- Agencia de Salud Pública de Canadá
- Agencia de Salud Pública de Suecia
- Asamblea Regional de Murcia
- Proyecto de conocimientos sobre vacunas
- Proyecto de confianza en vacunas

## Evaluación
En 2008 un estudio revisado por especialistas de 26 sitios web incluido en lista de la RSV publicada en abril de 2007 notó "la transparencia de financiación, la falta de enlaces a la industria farmacéutica, la transparencia de administración de sitio y responsabilidad y la calidad científica probada y constante actualización de contenidos" de su evaluó de recursos, a diferencia de los sitios web críticos de vacunación. 84.6% de sitios recolectaron detalles de contactos, 73.1% notó qué procedimiento de protección de datos utilizaron y que los datos no sería vendidos o enviados a terceros. La mayoría de sitios utilizaron inglés. Aproximadamente uno de cinco contactos proveyó detalles de centros de vacunación y 63.6% de los sitios estuvieron dirigidos al público en general y profesionales de la salud. 84.6% de los sitios estuvieron citados como fuentes de información sobre efectos secundarios.

## Medios de comunicación
La desinformación sobre las vacunas es una preocupación para la RSV, especialmente en las redes sociales. En 2019, la plataforma de redes sociales Pinterest se asoció con RSV para abordar el problema. La RSV aparece constantemente en las publicaciones como una fuente para combatir la información errónea sobre las vacunas.